# Iwan Podgornyj
Iwan Dmitrjewicz Podgornyj (ros. Иван Дмитриевич Подгорный, ur. 16 marca?/29 marca 1914 w Taganrogu, zm. 11 listopada 1996) w Moskwie) – radziecki wojskowy, generał pułkownik lotnictwa, pilot.

## Życiorys
Urodził się w Taganrogu, mieście wchodzącym w skład obwodu Wojsk Dońskich.
W 1931 roku powołany do Armii Czerwonej i skierowany do leningradzkiej szkoły przygotowawczej dowódców rezerwy, po jej skończeniu trafił do 11 szkoły pilotów wojskowych Charkowskiego Okręgu Wojskowego, którą ukończył w 1932 roku jako pilot myśliwski. Od listopada 1932 roku jest pilotem w 2 eskadrze myśliwskiej Samodzielnej Kaukaskiej Armii. Od stycznia 1934 roku jest dowódcą klucza w 119 eskadrze myśliwskiej, dowódcą oddziału lotniczego, p.o. dowódcą tej eskadry. W 1936 roku ukończył kurs instruktorski w 1 Wojskowej Szkole Lotniczej, po czym został instruktorem-pilotem eskadry ds. techniki pilotażu. W kwietniu 1938 roku został instruktorem-pilotem ds. pilotażu w dowództwie 60 Brygadzie Lotnictwa Myśliwskiego Zakaukaskiego OW.
W maju 1939 roku został dowódcą eskadry lotnictwa myśliwskiego i w składzie 1 grupy armii uczestniczył w walkach nad rzeką Chałchin-Goł, w czasie tych walk brał udział w 83 lotach bojowych. Po skończeniu walk w tym rejonie powrócił do Zakaukaskiego OW i został dowódcą 36 pułku lotnictwa myśliwskiego. W październiku 1940 roku został przeniesiony do Kijowskiego Specjalnego Okręgu Wojskowego, gdzie został dowódcą 46 pułku lotnictwa myśliwskiego. W 1941 roku ukończył zaoczny kurs dowódców w Akademii Sił Powietrznych ZSRR.
W chwili ataku Niemiec na ZSRR pozostawał na stanowisku dowódcy 46 pułku lotnictwa myśliwskiego, który brał udział w walkach na Froncie Południowo-Zachodnim, Leningradzkim i Wołchowskim. W maju 1942 roku został dowódcą 235 Dywizji Lotnictwa Myśliwskiego, wchodzącej w skład 8 Armii Lotniczej. Na czele tej dywizji wziął udział w bitwie stalingradzkiej.
W lutym 1943 roku został dowódcą 4 Korpusu Lotnictwa Myśliwskiego, który pod jego dowództwem wziął udział w walkach w składzie 2 Armii Lotniczej Frontu Woroneskiego, a potem w składzie 5 Armii Lotniczej Frontu Stepowego i 2 Ukraińskiego. W 1944 roku uczestniczył w walkach i ofensywach wojsk 2 Frontu Ukraińskiego. W listopadzie 1944 roku został przemianowany na 2 Gwardyjski Korpus Lotnictwa Myśliwskiego. W 1945 roku dowodząc korpusem brał udział w walkach na terenie Rumunii, Węgier, Czechosłowacji i Austrii.
Po zakończeniu II wojny światowej początkowo nadal dowodził korpusem, a następnie został skierowany jako słuchacz do Wyższej Akademii Wojskowej im. Woroszyłowa, którą ukończył w 1948 roku. W sierpniu 1948 roku został dowódcą 33 Korpusu Lotnictwa Myśliwskiego Obrony Powietrznej Kraju, w czerwcu 1948 roku został dowódcą 66 Armii Lotnictwa Myśliwskiego, a już w lipcu tego samego roku dowodził 40 Armią Lotnictwa Myśliwskiego Obrony Powietrznej Kraju. W grudniu 1948 został dowódcą 32 Armii Lotnictwa Myśliwskiego OPK (wcześniej była to 66 Armia). W październiku 1951 roku został dowódcą 24 Armii Lotniczej, a maju 1954 dowódcą 52 Armii Lotnictwa Myśliwskiego.
W styczniu 1958 roku został pomocnikiem dowódcy Obrony Powietrznej Kraju do spraw wyszkolenia, w lipcu 1960 roku został równocześnie szefem szkolenia Wojsk Obrony Powietrznej Kraju i naczelnikiem Sztabu Głównego Wojsk Obrony Powietrznej Kraju. W grudniu 1960 roku został 1 zastępcą dowódcy Wojsk OPK, a w maju 1963 roku został 1 zastępca dowódcy Wojsk Obrony Powietrznej Kraju państw – uczestników Układu Warszawskiego w jego dowództwie, funkcję tę sprawował do 1981 roku, a od września 1981 roku był wojskowym konsultantem w Grupie Generałów Inspektorów Ministerstwa Obrony ZSRR. W listopadzie 1987 roku został przeniesiony do rezerwy.
Po przeniesieniu do rezerwy mieszkał w Moskwie, gdzie zmarł.

## Awanse
- generał major (Генерал-майор) (17.03.1943 – rozkaz nr 287)
- generał porucznik (Генерал-лейтенант) (13.09.1944 – rozkaz nr 1241)
- generał pułkownik (Генерал-полковник) (26.01.1956 – rozkaz nr 1532)

## Odznaczenia
- Order Lenina
- Order Rewolucji Październikowej
- Order Czerwonego Sztandaru (sześciokrotnie - 21.06.1940; 17.10.1942[1]; 05.11.1942[2];
- Order Czerwonego Sztandaru Pracy
- Order Suworowa II st. (27.08.1943)[3]
- Order Kutuzowa II st. (13.06.1944)[4]
- Order Bohdana Chmielnickiego II st. (19.01.1944)[5]
- Order Wojny Ojczyźnianej I st. (11.03.1985[6]
- Order Czerwonej Gwiazdy (dwukrotnie – 28.04.1945[7], 30.04.1945[8]
- Order „Za służbę Ojczyźnie w Siłach Zbrojnych ZSRR” III st.
- Order Żukowa (25.04.1995)[9]
- Medal „Za Odwagę” (21.06.1940)
- Medal „Za zasługi bojowe” (03.10.1944[10])
- Medal jubileuszowy „W upamiętnieniu 100-lecia urodzin Władimira Iljicza Lenina”
- Medal „Za obronę Leningradu” (14.11.1943)[11]
- Medal „Za obronę Stalingradu”
- Medal „Za zwycięstwo nad Niemcami w Wielkiej Wojnie Ojczyźnianej 1941–1945”
- Medal „Za zdobycie Budapesztu”
- Medal „Za zdobycie Wiednia”
- Medal „Za wyzwolenie Belgradu”
- Medal „Za wyzwolenie Pragi”
- Medal „Weteran Sił Zbrojnych ZSRR”
- Medal „Za umacnianie braterstwa broni”
- Medal jubileuszowy „Dwudziestolecia zwycięstwa w Wielkiej Wojnie Ojczyźnianej 1941–1945”
- Medal jubileuszowy „Trzydziestolecia zwycięstwa w Wielkiej Wojnie Ojczyźnianej 1941–1945”
- Medal jubileuszowy „Czterdziestolecia zwycięstwa w Wielkiej Wojnie Ojczyźnianej 1941–1945”
- Medal jubileuszowy „50-lecia zwycięstwa w Wielkiej Wojnie Ojczyźnianej 1941–1945”
- Medal jubileuszowy „30 lat Armii Radzieckiej i Floty”
- Medal jubileuszowy „40 lat Sił Zbrojnych ZSRR”
- Medal jubileuszowy „50 lat Sił Zbrojnych ZSRR”
- Medal jubileuszowy „60 lat Sił Zbrojnych ZSRR”
- Medal jubileuszowy „70 lat Sił Zbrojnych ZSRR”
- Medal „W upamiętnieniu 800-lecia Moskwy”
- Medal „W upamiętnieniu 250-lecia Leningradu”